# Maria Hofstätter
Maria Hofstätter est une actrice autrichienne née le 30 mars 1964 à Linz.

## Filmographie partielle
- 2001 : Dog Days d'Ulrich Seidl
- 2003 : Le Temps du loup de Michael Haneke
- 2004 : Fils de pute de Michael Sturminger
- 2005 : Sophie Scholl : Les Derniers Jours de Marc Rothemund
- 2006 : Ce n'étaient pas tous des assassins (Nicht alle waren Mörder) de Jo Baier (télévision)
- 2007 : Import/Export d'Ulrich Seidl
- 2012 : Paradis : Amour d'Ulrich Seidl
- 2012 : Paradis : Foi d'Ulrich Seidl
- 2013 : Paradis : Espoir d'Ulrich Seidl
- 2013 : Dampfnudelblues d'Ed Herzog
- 2014 : Super ego (Über-Ich und Du) de Benjamin Heisenberg
- 2016 : Schweinskopf al dente d'Ed Herzog
- 2017 : La Tête à l'envers (Wilde Maus) de Josef Hader
- 2018 : Cops de Stefan A. Lukacs : Marianne Kelch
- 2024 :  Des Teufels Bad de Veronika Franz et Severin Fiala : la mère Gänglin
- 2024 : Andrea lässt sich scheiden de Josef Hader
- 2025 : Un jour meilleur (A Better Place) (série télévisée) : Petra Schach

## Distinctions
- 2014 : Prix du film autrichien de la meilleure actrice pour Paradis : Foi